# Instituto Histórico e Geográfico do Espírito Santo
O Instituto Histórico e Geográfico do Espírito Santo (IHGES) é uma instituição cultural brasileira, com sede em Vitória, no estado.
Está localizada à Av. República, 374, Sobreloja, Edifício Domingos Martins, Parque Moscoso, no centro de Vitória, no local onde antes existiu a antiga sede, demolida no início dos anos de 1970.

## História
Fundado a 12 de junho de 1916, a data remete ao fuzilamento de Domingos José Martins, capixaba e herói da Revolução de 1817, exatamente 99 anos após o fato ocorrido em 12 de junho de 1817, em Salvador.
Criado a partir da ideia de Carlos Xavier Paes Barreto, logo encampada por Archimimo Martins de Matos e Antonio Francisco de Athayde, os três principais incentivadores, foi efetivada sua fundação a 12 de junho de 1916.

## Fundadores
Adolpho Fernandes Ribeiro de Oliveira
Adolpho Mário de Oliveira
Affonso Cláudio de Freitas Rosa
Alonso Fernandes de Oliveira
Amâncio Pinto Pereira
Anézio Augusto de Carvalho Serrano
Antonio Aunon Sierra
Antonio Francisco de Athayde
Antonio Gomes Aguirre
Antonio Martins de Azevedo Pimentel
Archimimo Martins de Mattos
Aristides Brazilino de Barcellos Freire
Aristóteles da Silva Santos
Arnulpho Martins de Mattos
Arthur Antunes Barbosa Brandão
Arthur Lourenço de Araújo Primo
Bernardino de Souza Monteiro
Camillo Loureiro Bento Júnior
Carlos Gomes de Sá
Carlos Xavier Paes Barreto
Deocleciano Nunes Oliveira
Eduardo de Andrade Silva
Elias Tomazzi Podestá
Francisco de Paula Mendes Wanderley
Francisco Rodrigues da Fraga Loureiro
Francisco da Silva Rufino
Henrique de Novaes
Henrique O'Reilly de Souza
Joaquim José Bernardes Sobrinho
João Calmon Adnet
João Bernardino Alves
João Lordello dos Santos Souza
João Manoel de Carvalho
Jonas Meira Bezerra Montenegro
José Bernardino Alves Júnior
José Espíndula Batalha Ribeiro
José Rodrigues Sette
Luiz Fraga
Louis Jouffroy
Manoel dos Santos Neves
Manoel Xavier Paes Barreto
Marcondes Alves de Souza
Marcondes Alves de Souza Júnior
Targino Neves

## Presidentes
1916/1921       Antonio Francisco de Athayde
1921/1925	Archimino Martins de Mattos
1925/1929	Carlos Xavier Paes Barreto
1929/1931	José Espídula Batalha Ribeiro
1931/1933	Cassiano Cardoso Castello
1933/1935	Antonio Francisco de Athayde
1935/1937	Arnulfo Mattos
1937/1941	Archimino Martins de Mattos
1941/1943	Celso Calmon Nogueira da Gama
1943/1945	Arthur Lourenço de Araújo Primo
1945/1947	João Manoel de Carvalho
1947/1949	Américo Ribeiro Coelho
1949/1951	Ceciliano Abel de Almeida
1951/1957	Eurípedes Queiroz do Valle
1957/1963	Ceciliano Abel de Almeida
1963/1969	Christiano Ferreira Fraga
1969/1991	Alberto Stange Júnior
1991/1993	Renato José Costa Pacheco
1993/1996	Ormando Moraes
1996/1999	Miguel Depes Tallon
1999/2002	Miguel Depes Tallon e Léa Brígida Rocha de Alvarenga Rosa
2002/2005	Léa Brígida Rocha de Alvarenga Rosa
2005/2008	Sebastião Teixeira Sobreira e Leonardo Passos Monjardim
2008/2011	Getúlio Marcos Pereira Neves